# Loiret
Loiret (45) és un departament situat al centre de França, anomenat així pel riu Loiret. La seva capital és Orleans.

## Història
Loiret és un dels vuitanta-tres departaments originals creats durant la Revolució Francesa el 4 de març del 1790 (en aplicació de la llei del 22 de desembre de 1789). Va ser creat a partir de l'antiga província de l'Orleanès.
El departament pren el seu nom del riu Loiret, que en realitat no és més que un doll d'aigua procedent del riu Loira. El curs del riu Loiret té 12 kilòmetres de llargària, després dels quals les seves aigües van a parar un altre cop al Loira. Aquest fenomen també és l'origen del nom d'un conegut barri d'Orléans anomenat La Source.

## Geografia
Loiret forma part de la regió del Centre - Vall del Loira i està envoltat pels departaments de Sena i Marne, Yonne, Nièvre, Cher, Loir i Cher i Eure i Loir.
El departament és travessat d'est a oest pel Loira. Al nord i nord-oest del riu s'estén la Beauce amb els seus camps de conreu així com la forest d'Orléans. Al nord-est, al voltant de Montargis, s'hi troba el Gâtinais, regió essencialment agrícola. Al sud del Loira, hom troba la Sologne, vasta massa forestal amb nombrosos llacs.
Loiret representa el 17% de la superfície de la regió del Centre i l'1,2% de la superfície de la República Francesa.

## Demografia
Loiret és el departament més poblat de la regió, amb un 25% de la població regional. Segons les estimacions de l'INSEE (Institut Nacional d'Estadística i Estudis Econòmics), l'any 2004 Loiret tenia 634.000 habitants. Això suposa 15.874 habitants més que l'any 1999, últim any en què es dugué a terme el cens a França.
L'evolució del nombre d'habitants des de 1801 ha estat la següent:
- 1801 : 286.050
- 1911 : 364.061
- 1946 : 346.918
- 1982 : 535.669
- 1990 : 580.612
- 1999 : 618.126
- 2004 : 634.000

El 72% de la població del departament viu en zones urbanes, mentre que només un 28% ho fa al medi rural. Els municipis més poblats segons el cens de l'any 1999 van ser els següents:
- Orleans: 113 126
- Fleury-les-Aubrais: 20 690
- Olivet: 19 195
- Saint-Jean-de-Braye: 17 758
- Saint-Jean-de-la-Ruelle: 16 560
- Gien: 15 332
- Montargis: 15 030
- Pithiviers: 9 242

## Política
L'any 2004, fou reelegit com a president del Consell General el senador Eric Doligé, de la Unió per un Moviment Popular, que hi té la majoria absoluta. Aquesta fou la seva quarta reelecció en deu anys.
Les principals atribucions del Consell General són votar el pressupost del departament i escollir d'entre els seus membres una comissió permanent, formada per un president i diversos vicepresidents, que serà l'executiu del departament. Actualment, la composició política d'aquesta assemblea és la següent:
- Unió per un Moviment Popular (UMP) : 23 consellers generals
- No adscrits de dreta: 7 consellers generals
- Partit Socialista (Partit Socialista (França)PS): 6 consellers generals
- Partit Comunista Francès (PCF): 2 consellers generals
- No adscrits d'esquerra: 2 consellers generals
- Caça, Pesca, Natura i Tradicions (CPNT): 1 conseller general

## Turisme

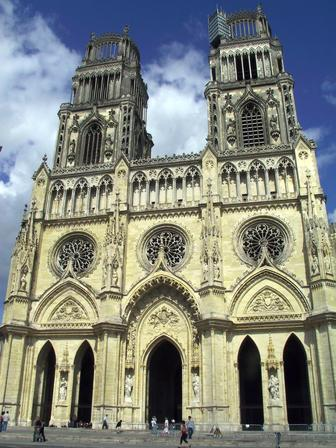
Catedral de la Sainte-Croix

Orleans és una destinació turística popular, amb llocs com la Catedral de la Sainte-Croix, l'Hotel Groslot i la Casa de Joana d'Arc.